# كراك داون
كراك داون (بالإنجليزية: Crackdown)‏، هي سلسلة ألعاب فيديو، طورها ديفيد جونز، وتتكون من 3 أجزاء، وهي من دار نشر مايكروسوفت ستوديوز، حيث تعمل اللعبة لأنظمة مايكروسوفت ويندوز وإكس بوكس 360 الحصرية، ظهر الجزء الأول سنة 2010، وتم عرض اللعبة في معرض إي 3 سنة 2017.